# 北京市第十一中学
北京市第十一中学是一所全日制完全中学，位于北京市东城区天坛街道，始建于1950年，是中华人民共和国政府在北京创办的第一所中学。现为北京市示范性普通高中。
目前十一中拥有24个初中教学班，26个高中教学班，在校学生2000余人。
现任校长为王萌，党总支书记邱悦。

## 历史

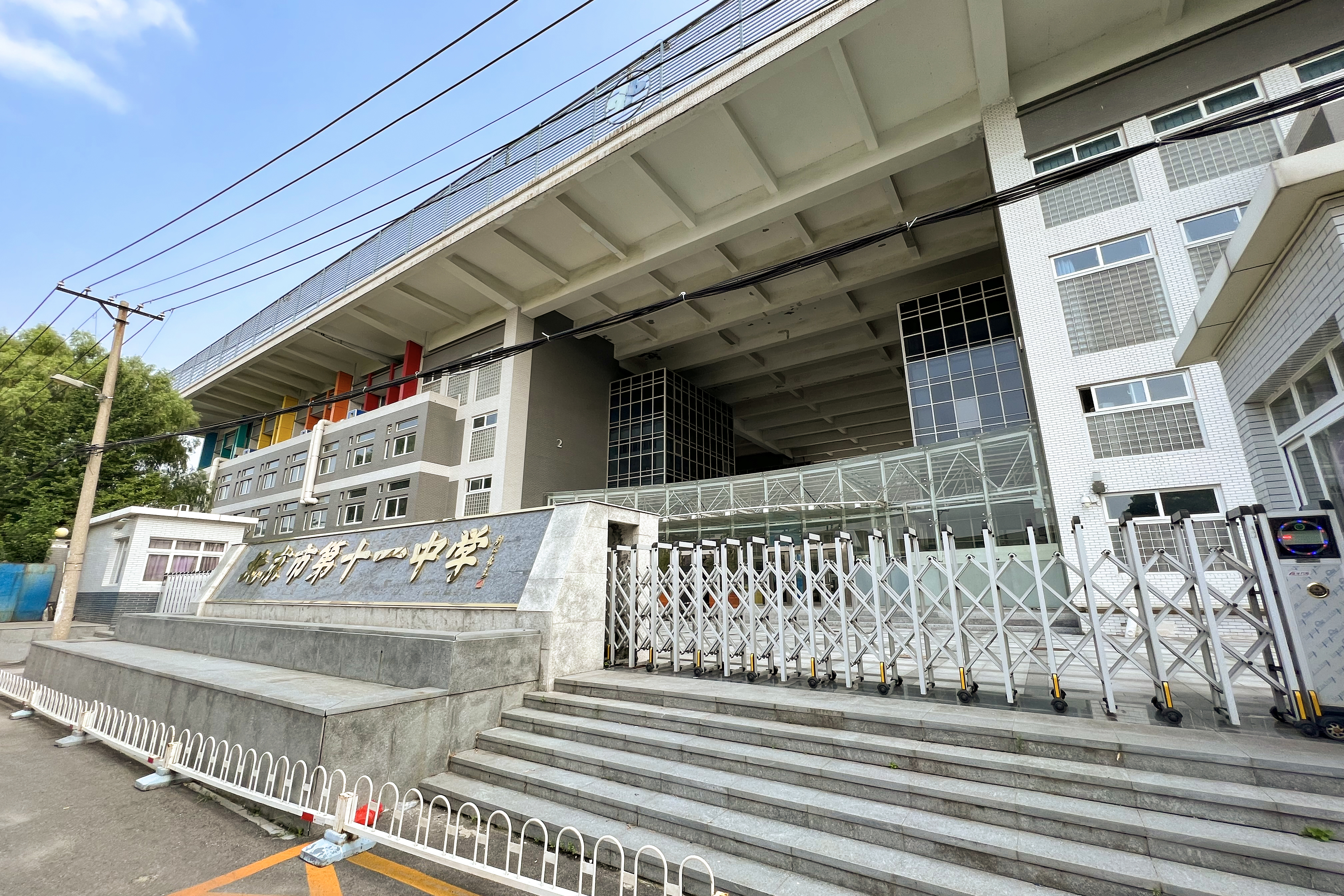
金鱼池校区

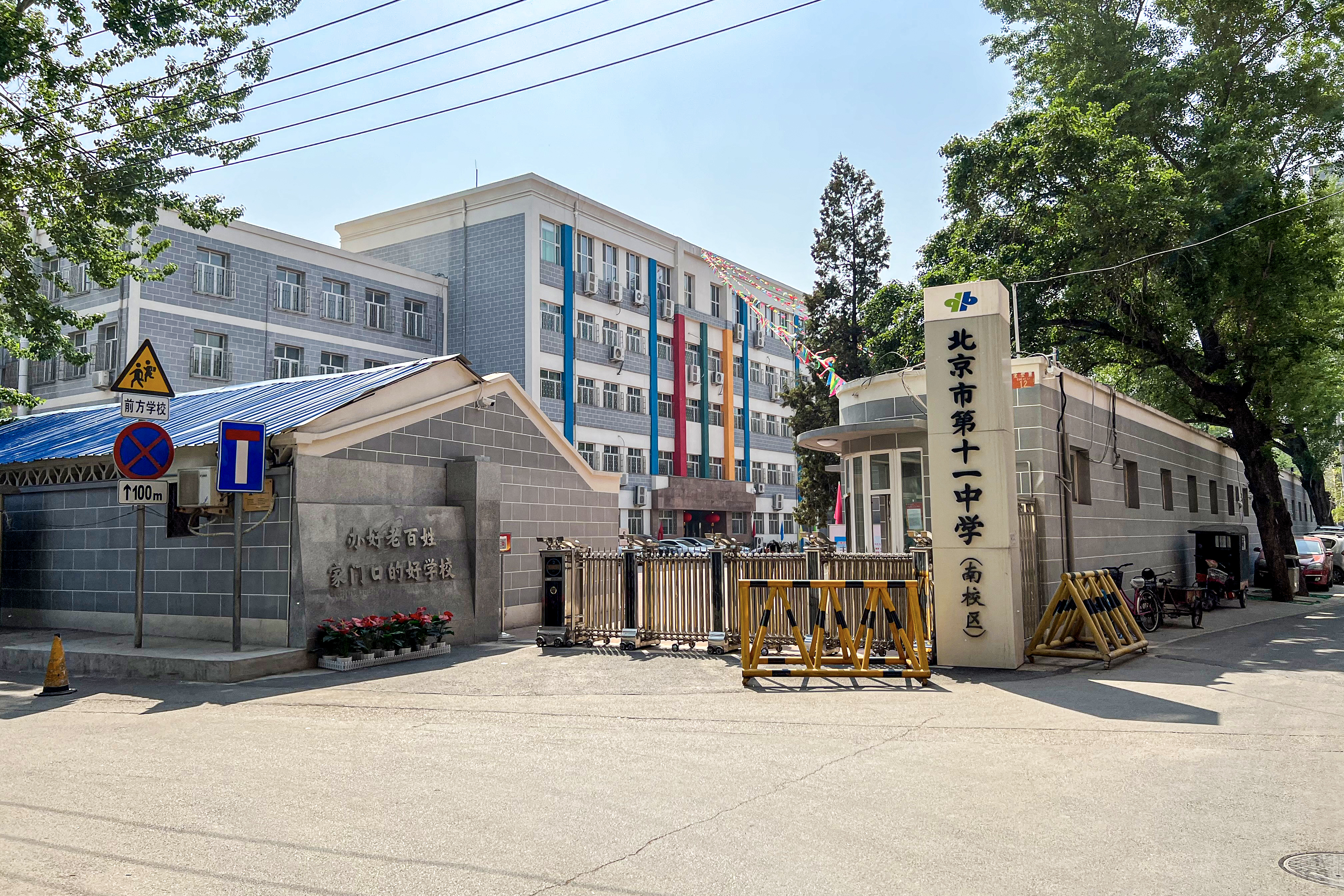
南校区

1949年北平和平解放时，北京崇南（外城东部）地区唯一的一所私立中学是位于崇文门外大石桥的北平立达中学。
1950年，北京市人民政府决定于该年“在劳动人民聚居而没有市立中学的外城增设市立中学1所”，北京市人民政府文教局同年6月11日决定在南城增设普通中学一所，北京市第十一中学由此诞生，校址位于毗邻龙须沟、当时已年久失修的南药王庙内，最初只有6个教学班（初中4个，高中2个），师生员工总数不到300人，首任校长为傅任敢。
2013年，十一中东校区在进行修复加固工程时曾挖出20余块石碑。